# Luisa Tetrazzini

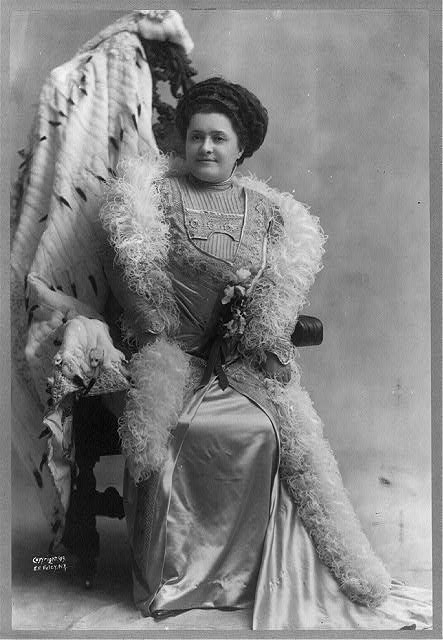
Luisa Tetrazzini en 1909.

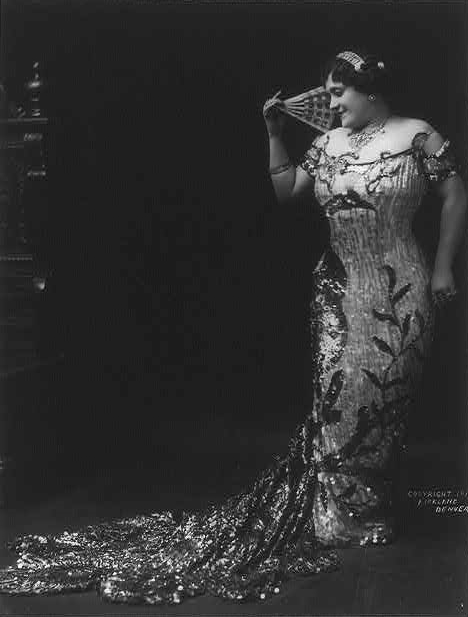
Luisa Tetrazzini en 1911.

Luisa Tetrazzini (née le 29 juin 1871 à Florence et morte le 28 avril 1940 à Milan) est une cantatrice italienne, l'une des plus célèbres sopranos de sa génération. 

## Biographie

### Famille
Luisa Tetrazzini étudie d'abord avec sa sœur Eva (1862-1938), également soprano, puis avec Ettore Contrucci et Matelda Ceccherini. 

### Débuts
Elle débute au pied levé en Ines dans L'Africaine à Florence en 1890. Elle chante alors en province, puis en tournée en Amérique du Sud (1893-95), en Espagne (1897), en Europe de l'Est (1899-1903), au Mexique (1903-06), puis débute à San Francisco aux États-Unis en 1906.

### Succès
La gloire ne vient qu'en 1907 avec ses débuts au Royal Opera House de Londres, dans La Traviata, où elle paraît régulièrement jusqu'en 1912, s'illustrant dans Lucia di Lammermoor, Rigoletto, La sonnambula, Les Pêcheurs de perles, Les Huguenots. Dès lors, elle est tenue pour le successeur de Nellie Melba dans ce théâtre.
Elle débute à New York au Manhattan Opera, la compagnie de Oscar Hammerstein II en 1908, et au Metropolitan Opera en 1911, où elle se produit en outre dans Il Barbiere di Siviglia, I puritani, Dinorah, Lakmé. Elle paraît également à Boston (1911-1914) et à Chicago (1911-1913). Pendant la Première Guerre mondiale, elle chante pour les troupes italiennes.
Son Récital de la Victoire, enregistré le 4 décembre 1920 depuis sa chambre à l'hôtel McAlpin de New York, est le premier concert diffusé par la radio : le Corps des transmissions américain l’a retransmis en direct vers les vaisseaux de guerre,. 
La cantatrice se retire de la scène en 1934.

### La cantatrice
Seule cantatrice italienne de son temps capable d'aborder le répertoire léger et lyrique avec égal succès, la Tetrazzini témoignait d'une virtuosité accomplie et d'un volume vocal peu commun pour ce genre de soprano. Elle reçut des cachets exceptionnellement élevés pour l'époque (on parle d'une fortune de 5 millions de dollars), mais mourut dans la pauvreté du fait d'investissements peu pertinents et de sa naïveté en affaires. L'Etat italien aurait pris en charge les frais de ses obsèques. 
Mariée à trois reprises, elle a laissé des souvenirs, My life of song (1921), des conseils techniques, How to sing (1925) et un traité de chant, The Art of Singing (1924).

## Sources
- David Hamilton, The Metropolitan Opera Encyclopedia, Simon & Schuster, 1993.  (ISBN 0-671-61732-X)

## Enregistrements
Tetrazzini a laissé environ 120 faces de disques enregistrés  à partir de 1904, d'abord pour le label Zonophone, puis pour Gramophone (1907-1922) et enfin pour RCA Records (1911-1920). Plusieurs de ces disques ont été retranscrits en CD. 